# علي المسلماني
عَلي المسلماني إعلامي قطري من مواليد 4 مارس 1984 في الدوحة، بدأ حياته الإعلامية في عام 2003 معلقاً في تلفزيون قطر. وكان وقتها أصغر معلق عربي حيث لم يتجاوز سنه آنذاك التسعة عشر عاماً. وغطى مع التلفزيون القطري كأس آسيا في الصين عام 2004 كأصغر إعلامي في البطولة إضافة لتغطيته لبطولة كأس الخليج في الدوحة والتي توج بها المنتخب القطري.
انتقل بعد ذلك إلى قناة الكأس التي كان أحد منتسبيها منذ انطلاقتها وعلق فيها على العديد من الأحداث الرياضية محلياً وعالمياً بالتزامن مع رئاسته لتحرير برنامج عيالنا بالتعاون مع أكاديمية التفوق الرياضي أسباير.
المسلماني حاصل أيضاً على دبلوم معتمد من مركز الجزيرة للتدريب والتطوير الإعلامي في إعداد وتقديم وإخراج البرامج الإذاعية حيث عمل لفترة ست سنوات في إذاعة صوت الخليج كمقدم للبرامج والأخبار الرياضية تخللتها رئاسته للقسم الرياضي.
وانتقل المسلماني في عام 2008 لقناة الجزيرة وكان القطري الوحيد في غرفة الأخبار حيث عمل صحافياً ثم منتجاً مساعداً قبل أن يصبح منتجاً معتمداً للأخبار الرياضية قبل عامين.
وتحصل المسلماني على درجة الدبلوم في التقديم التلفزيوني والمركز الأول في دورتين في التقديم التلفزيوني المبتدأ من مركز الجزيرة للتدريب والتطوير مع الأستاذة ليلى الشيخلي وفي التقديم التلفزيوني الإخباري مع الأستاذة خديجة بن قنة بدرجة امتياز قبل أن يعتمد من قبل إدارة الجزيرة مقدماً للأخبار الرياضية انطلاقاً من الأول من شهر ديسمبر 2012.
يمتلك علي دورة في إدارة وتخطيط المؤوسسات الاعلامية، وإدارة غرف الاخبار، وفي إدارة الموارد البشرية من كلية كامبريدج وبدأ علي مشواراً جديداً في حياته المهنية الممتدة قرابة العشرة أعوام. بانضمامه رسميا إلى قائمة مذيعي قناة الجزيرة مقدما للأخبار والمواجيز الرياضية التي تبثها القناة العربية الأولى انتشاراً ليكون بذلك أحدث الوجوه القطرية بعد خالد صالح ومحمد المري والأول بعد تعيين أحمد بن جاسم بن محمد آل ثاني مديراً عاماً للشبكة.